# Sea-Eye
Sea-Eye és una organització humanitària alemanya que treballa pel rescat de persones en dificultats, majoritàriament nàufrags de la Mediterrània. La seu de l'organització no governamental és Ratisbona. Els vaixells de l'associació estan preparats per ajudar en dificultats a la costa de Líbia. Proporcionen primers auxilis, jaquetes de salvament i aigua als refugiats. Els vaixells tenen una petita infermeria a bord. Sea-Eye ha salvat unes 12.000 persones des que va començar a operar l'abril de 2016, segons les seves pròpies dades. Diversos centenars de voluntaris han treballat en els dos vaixells Sea-Eye i Sea Fox fins que les missions es van aturar a l'agost de 2017.

## Història

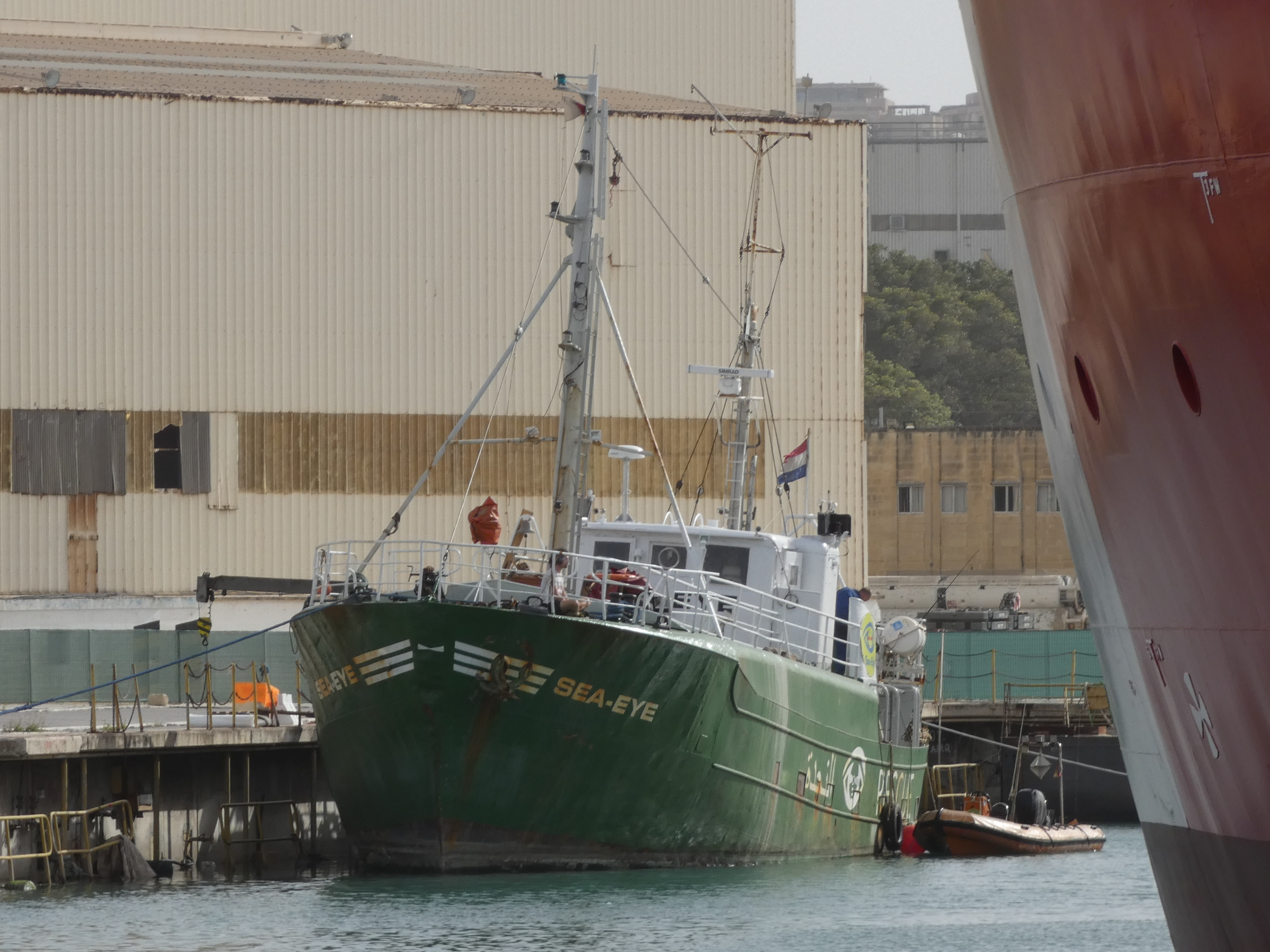
L'antic "vaixell insígnia" Sea-Eye el 18 de març del 2018 a La Valletta.

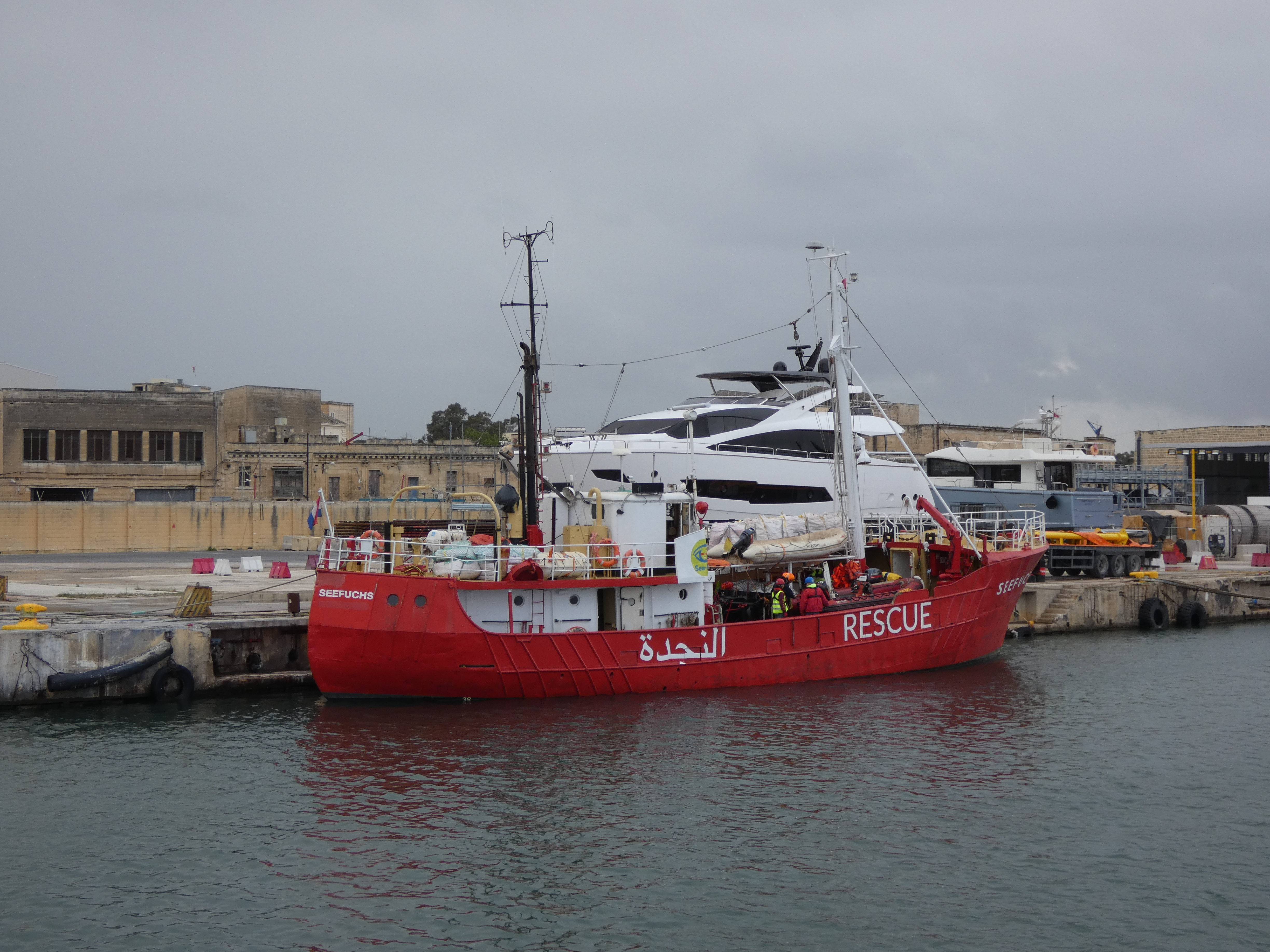
La Seefuchs el 23 de març del 2018 a La Valletta

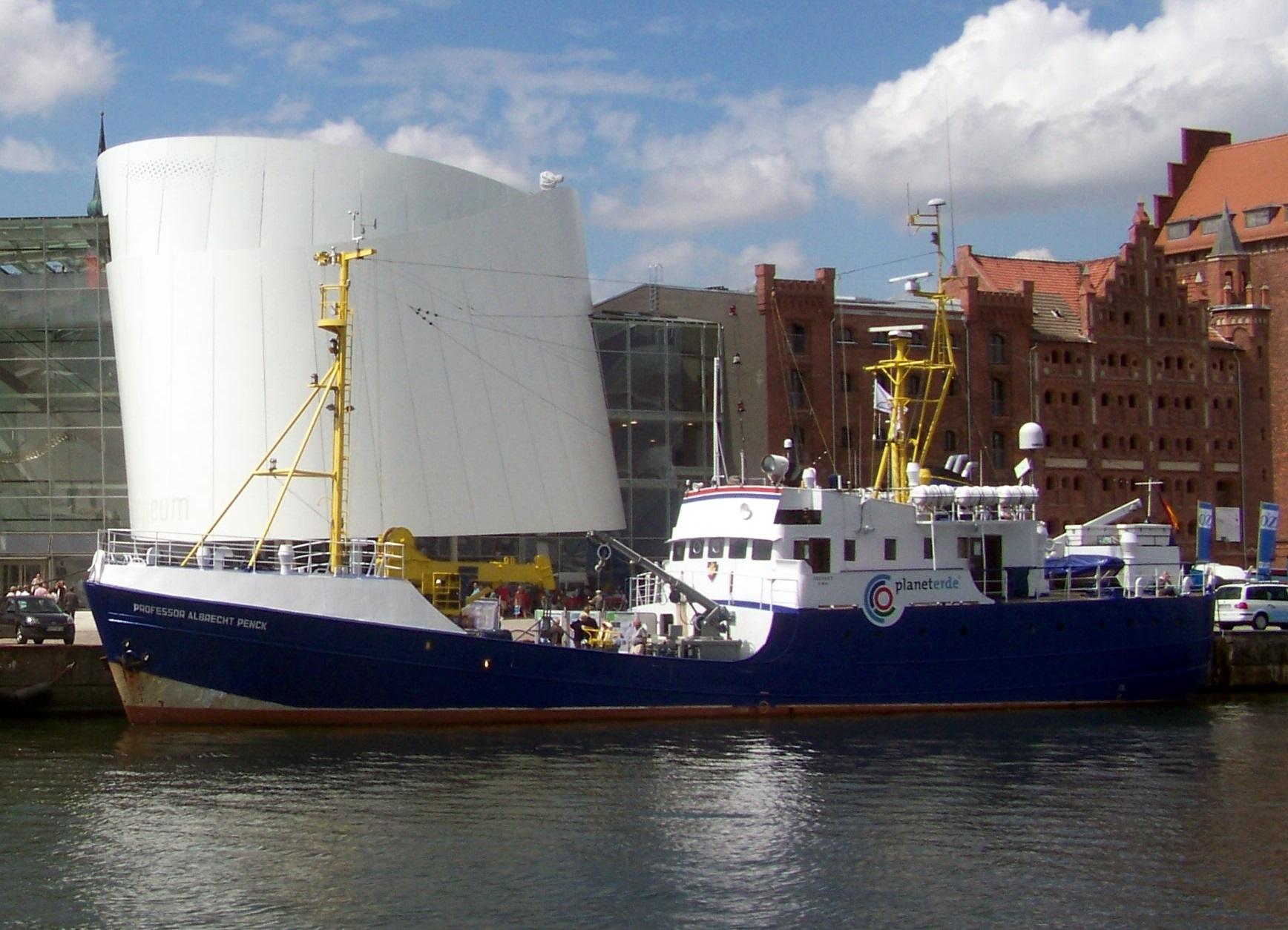
LAlan Kurdi, anteriorment anomenat professor Albrecht Penck (2008).

Una iniciativa per ajudar els refugiats va donar lloc a la idea de fundar l'organització d'ajuda Sea Eye. L'empresari Michael Buschheuer amb un grup de persones van fundar el 2015 a Ratisbona l'associació Sea Eye. L'entitat va comprar l'antic vaixell Sternhai de 26 metres de llarg, de Sassnitz (Rügen) i el va reformar per al rescat del mar. Des de llavors, la nau ha navegat sota el nom de Sea-Eye. L'entitat també posseïa el vaixell inflable rígid Ribtec 1200 Cabin RIB que des del 9 de setembre del 2016 és propietat de la Guàrdia Costera de Líbia i roman en un lloc desconegut.
L'agost del 2017 l'entitat va haver d'aturar les seves operacions durant unes setmanes perquè no es podia fer responsable de la seva tripulació després d'uns problemes relacionats amb el vaixell C-Star. Buschheuer, fundador de Sea-Eye, va haver de reiterar que "ajudar a les persones en dificultats és el deure de totes les persones que es troben al mar, independentment del seu origen, color de la pell, religió o actitud", va dir. Al setembre de 2017, Sea-Eye va decidir reprendre les operacions de rescat a la Mediterrània.
En els problemes amb el govern italià que va tenir el vaixell de rescat Open Arms de Proactiva Open Arms amb les autoritats italianes el 2018, va defensar l'actuació d'aquesta organització de no lliurar els nàufrags a la Guàrdia Costanera de Líbia. Sea-Eye es va oferir a ajudar a portar els nàufrags al Centre de coordinació de rescat de Roma.
L'entitat ha rebut ajudes de l'Església Evangèlica d'Alemanya (EKD), l'Organització de socors menonita i el Bisbat de Freising. Reinhard Marx va donar a principis del 2019 una quantitat de 50.000 euros dels recursos de l'Arquebisbat per donar suport als vaixells de l'entitat Gràcies a la donació d'un empresari bavarès l'organització va utilitzar el vaixell de rescat recentment adquirit, anomenat Professor Albrecht Penck per seguir fent la seva tasca de rescat a la Mediterrània. El professor Albrecht Penck va passar a denominar-se Alan Kurdi el febrer del 2019.